# Бальзіно
Ба́льзіно (рос. Бальзино) — село у складі Дульдургинського району Забайкальського краю, Росія. Адміністративний центр Бальзінського сільського поселення.

## Населення
Населення — 829 осіб (2010; 813 у 2002).
Національний склад (станом на 2002 рік):
- росіяни — 95 %